# Емілі Дежьо
Емілі Дежьо (фр. Émilie Desjeux; 9 жовтня 1861, Жуаньї — 23 квітня 1957, Бюссі-ан-От, Франція ) — французька художниця, портретист.

## Біографія та творчість
Емілі Дежьо народилася у Франції, у місті Жуаньї (фр. Joigny) 9 жовтня 1861 року. У юності разом зі своєю сім'єю переїжджає до Парижа, де починає серйозно займатися живописом.
Незабаром Емілі Дежьо вступає до Академії Жуліана і стає ученицею Вільяма Бугро, який дуже високо оцінює художні здібності Емілі та називає її найкращою зі своїх академістів. Художниця приділяла багато уваги відтворенню світлових ефектів (фр. luministe).
Після закінчення Академії Жуліана Дежьо виставляє свої роботи в салонах, організованих «Товариством французьких художників».
У 1900 році вона бере участь у «Всесвітній виставці» у Парижі.
На рубежі XIX і XX століть Емілі Дежьо бере участь в організації «Товариства жінок-художниць» та відкриває в Парижі свою школу-студію живопису для дівчаток на вулиці Дю Бак (фр. Rue du Bac), а згодом на вулиці Вісконті (фр. Rue Visconti)).
Емілі Дежьо багато подорожує Європою, часто відвідує Англію, Італію, Голландію, що відображено у значній кількості альбомів з ескізами та дорожніми записами.
У мистецтві Дежьо була прихильником академічного живопису і не піддавалася впливу інших напрямів.
У 1906 році Емілі Дежьо отримує замовлення на фундаментальний твір від мерії міста Осера — сфотографувати історичну подію — мова Еміля Комба про поділ церкви та держави. На той час це була безпрецедентна місія, покладена на жінку, — відобразити політичних діячів у історичний час.
У 1908 році картина «Мова Еміля Комба», розміром 252х130 см, була виставлена у міському музеї міста Осер. Наразі вона прикрашає зал засідань мерії міста.
Роботи Емілі Дежьо зберігаються в музейному фонді міста Осер, експонуються в музеї Абатства Сен-Жермен (фр. Musée-Abbaye Saint-Germain) та знаходяться у приватних колекціях.
Померла 23 квітня 1957 року, похована на цвинтарі містечка Бюссі-ан-От.